# Сьмеховиці (Опольське воєводство)
Сьмеховиці (пол. Śmiechowice, нім. Moselache) — село в Польщі, у гміні Любша Бжезького повіту Опольського воєводства.
Населення — 195 осіб (2011).
У 1975-1998 роках село належало до Опольського воєводства.

## Демографія
Демографічна структура станом на 31 березня 2011 року:
|          | Загалом | Допрацездатний вік | Працездатний вік | Постпрацездатний вік |
| -------- | ------- | ------------------ | ---------------- | -------------------- |
| Чоловіки | 97      | 21                 | 67               | 9                    |
| Жінки    | 98      | 24                 | 52               | 22                   |
| Разом    | 195     | 45                 | 119              | 31                   |